# Tadeusz Reichstein
Tadeusz Reichstein (n. 20 iulie 1897, Włocławek, Imperiul Rus – d. 1 august 1996, Basel, Cantonul Basel-Oraș, Elveția) a fost un chimist de origine poloneză, naturalizat elvețian, care a obținut în anul 1950 Premiul Nobel pentru Fiziologie sau Medicină.

## Viața și cariera
Reichstein s-a născut într-o familie evreiască din Włocławek, Regatul Poloniei. Părinții lui au fost Gastava (Brockmann) și Isidor Reichstein. El și-a petrecut copilăria timpurie la Kiev, unde tatăl său era inginer. A început studiile la școala-internat din Jena (Germania) și a sosit la Basel (Elveția), la vârsta de 8 ani.
În 1933, în timp ce lucra la Zürich (Elveția), Reichstein a reușit, în mod independent de Sir Norman Haworth și de colaboratorii săi din Marea Britanie, să sintetizeze vitamina C (acidul ascorbic) în ceea ce este numit procesul Reichstein.
Împreună cu E. C. Kendall și P. S. Hench, el a fost distins cu Premiul Nobel pentru Fiziologie sau Medicină în anul 1950 pentru cercetările lor cu privire la hormonii cortexului suprarenal, care au culminat cu izolarea cortizonului.
În ultimii ani, Reichstein a devenit interesat de fitochimia și de citologia ferigilor, publicând cel puțin 80 de lucrări cu privire la aceste subiecte în ultimele trei decenii ale vieții sale. El a manifestat un interes special în utilizarea numărului și comportamentului cromozomilor în interpretarea procedeelor de hibridizare și poliploidie, dar s-a preocupat în continuare și de compușii chimici ai plantelor. 
El a murit la Basel (Elveția). Principalul proces industrial pentru sinteza artificială a vitaminei C îi poartă încă numele. Reichstein a fost cea mai longeviv laureat al Premiului Nobel la momentul morții sale, dar a fost depășit în 2008 de către Rita Levi-Montalcini.